# Dora Cavalcanti
Dora Cavalcanti Cordani é um advogada criminalista brasileira, conselheira nata do Instituto de Defesa do Direito de Defesa (IDDD) e uma das fundadoras do Innocence Project Brasil.

## Formação e carreira
Formada pela Faculdade de Direito da Universidade de São Paulo (USP) em 1994, Dora Cavalcanti tem mais de 25 anos de experiência na área criminal. Em 2008, participou do Yale Summer Session, Crime & Punishment, sob coordenação do Professor C. Hacker Cordon, Universidade Yale. Já em 2013, passou um ano como advogada visitante no Innocence Project, de San Diego, na Califórnia (EUA).
Foi Diretora Presidente do Instituto de Defesa do Direito de Defesa (IDDD) de 2002 a 2007, e presidente do Conselho Deliberativo entre 2015 e 2019. Atualmente é a única conselheira nata do instituto. Dora também foi Conselheira do Instituto Latino Americano das Nações Unidas para Prevenção do Delito e Tratamento do Delinquente (ILANUD) de 2005 a 2007, e do Conselho Consultivo da Ouvidoria da Defensoria Pública do Estado de São Paulo, nas gestões 2007-2008 e 2009-2010.
Dora Cavalcanti é sócia do escritório Cavalcanti, Sion e Salles Advogados desde 2018. Antes, foi sócia do Cavalcanti & Arruda Botelho entre 2009 e 2018, onde ganhou notoriedade ao defender a Odebrecht, maior construtora da América Latina, envolvida no esquema de corrupção da Petrobras, investigada pela Operação Lava Jato. Dora Cavalcanti também foi sócia do Ráo, Cavalcanti & Pacheco Advogados, de 2003 a 2009, e de Márcio Thomaz Bastos por seis anos.

## Innocence Project Brasil
A versão brasileira do Innocence Project foi fundada por Dora Cavalcanti, em parceria com os advogados Rafael Tuchermann e Flávia Rahal, em 2016, e tem como objetivo libertar pessoas condenadas injustamente e reformar o sistema de justiça criminal brasileiro. Integra o Innocence Network, rede que conta com 57 organizações espalhadas pelos Estados Unidos e outras 14 ao redor do mundo. Desde 1992, já conseguiu reverter a condenação de 350 inocentes. Em 2019, foi vencedor do Prêmio Innovare, na categoria advocacia.

## Premiações
Dora Cavalcanti foi reconhecida como destaque na área de Direito Penal Empresarial pelo Who’s Who Legal 2020 (WWL). A publicação britânica avalia profissionais de todos os continentes, nas mais diversas áreas do Direito, por meio de uma pesquisa feita junto ao mercado de trabalho e representantes do setor. O nome da criminalista foi listado em dois rankings do WWL 2020: o Global Leader, na categoria Business Crime Defense, e o National Leader, na categoria Brazil - Business Crime Defence and Investigations.
Também em 2020, foi homenageada com a Medalha Myrthes Campos pela seccional do Distrito Federal da Ordem dos Advogados do Brasil. Instituída em 25 de fevereiro de 2016, a medalha Myrthes Campos é concedida pela OAB/DF a advogadas e autoridades com atuação efetiva no cenário jurídico do Distrito Federal, com destaque para a defesa dos direitos, dos interesses e da valorização das mulheres e de suas prerrogativas.
Além disso, a advogada foi reconhecida pelo Guia Chambers Latin America 2021, divulgado pela Chambers and Partners, na categoria Dispute Resolution: White-Collar Crime – Brazil.

## Caso Odebrecht
Em 2015, Dora trabalhou na defesa da Construtora Norberto Odebrecht contra a denúncia do Ministério Público Federal (MPF). Em agosto do mesmo ano, porém, executivos da empresa trocaram de advogado e assumiram em delação premiada pagamento de propina a cerca de 200 políticos, entre eles, o então presidente da Câmara dos Deputados, Eduardo Cunha, e o ex-presidente Lula. A Odebrecht se comprometeu a pagar multa de 2,5 bilhões de dólares (equivalente a 6,8 bilhões de reais).
Durante seu trabalho à frente da defesa de executivos da Odebrecht, Dora Cavalcanti foi crítica dos métodos usados pelo Ministério Público Federal e pela Justiça Federal do Paraná na condução das investigações e ações penais da Operação Lava Jato. Denunciou conduções coercitivas e prisões preventivas e a falta de elementos concretos que embasassem as acusações. Também apontou exageros e falta de isenção do juiz Sergio Moro, responsável pela operação, tendo pedido a abertura de inquérito na Polícia Federal para apurar vazamento de informações sigilosas. À época, recebeu apoio da Ordem dos Advogados do Brasil, do Instituto de Defesa do Direito de Defesa e do Ministério da Justiça, que determinou que a Polícia Federa investigasse o juiz por proibir que a advogada acompanhasse o depoimento de um cliente preso.
Mais tarde, trocas de mensagens entre o juiz e membros do MPF reveladas pelo site The Intercept Brasil comprovaram denúncias da advogada. Os diálogos vazados mostraram a seletividade dos procuradores e do juiz em relação a alguns acusados, manobras para convencer a opinião pública usando a exposição de investigados, táticas para amedrontar réus ameaçando seus familiares, parcialidade do juiz ao dirigir ações da Polícia Federal e do Ministério Público Federal, ataques públicos para desacreditar advogados dos investigados, acesso ilegal a dados sigilosos e reconhecimento das autoridades quanto às ilegalidades em prática na acusação e à falta de provas para incriminar, o que tornaria as prisões atos políticos.
Além disso, o Tribunal Penal da Suíça também considerou ilegal o uso, pela Lava Jato, de extratos bancários de contas da Odebrecht na Suíça, enviados ilegalmente aos procuradores, determinando à Justiça que retirasse esses elementos dos autos da investigação. Essas provas foram utilizadas pela força-tarefa para sustentar as apurações de crimes atribuídos à empreiteira e seus funcionários.    